# Аспах (Верхняя Австрия)
Аспах (нем. Aspach) — ярмарочная коммуна (нем. Marktgemeinde) в Австрии, в федеральной земле Верхняя Австрия.
Входит в состав округа Браунау-ам-Инн.  Население составляет 2340 человек (на 1 января 2007 года). Занимает площадь 31,45 км².

## Политическая ситуация
Бургомистр коммуны — Карл Мандль (АНП) по результатам выборов 2003 года.
Совет представителей коммуны (нем. Gemeinderat) состоит из 25 мест.
- АНП занимает 18 мест.
- СДПА занимает 7 мест.